# モンスター・ヴァース
「モンスター・ヴァース」（英: MonsterVerse）は、レジェンダリー・エンターテインメントが製作し、ワーナー・ブラザース・ピクチャーズが共同で製作・配給する、ゴジラとキングコングを主人公とした一連の怪獣映画を中心としたアメリカ合衆国のメディア・フランチャイズであり、シェアード・ユニバースである。
第1作は、『ゴジラ』のリブートである『GODZILLA ゴジラ』（2014年）であり、『キングコング』のリブートである『キングコング:髑髏島の巨神』（2017年）、『ゴジラ キング・オブ・モンスターズ』（2019年）、『ゴジラvsコング』（2021年）と続く。このフランチャイズは、全世界で合計16億ドルの興行収入を記録し、批評家からもおおむね好評を博している。

## 企画

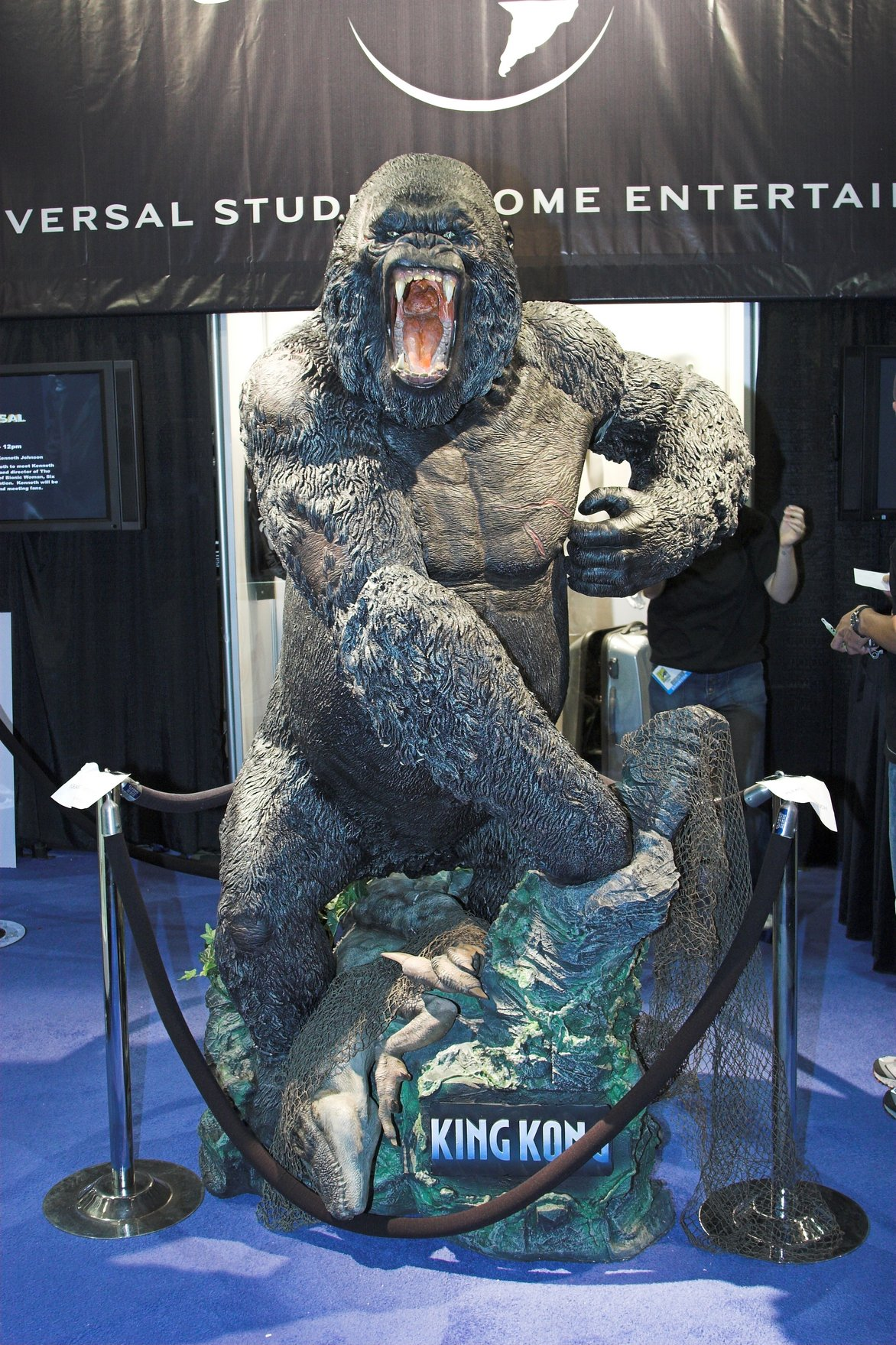
ユニバーサル・スタジオのキングコング

坂野義光による『ゴジラ対ヘドラ』に準ずる3Dのゴジラ作品が2000年代下旬の公開を目的に企画されたが頓挫し、次に企画された3作品の1つに『ガメラ 3D』が予定されていた。しかしこれも頓挫し、再度坂野によるIMAXのゴジラ3D作品が企画されたが、今度はその企画がハリウッドに採用されて2014年の『GODZILLA ゴジラ』になり、坂野は同作のエグゼクティブ・プロデューサーに就任した。
2014年7月のサンディエゴ・コミコン・インターナショナルでレジェンダリー・エンターテインメントは、同社が東宝からモスラ、ラドン、キングギドラの権利を獲得したことを明かし、「Conflict: inevitable. Let them fight」と書かれたタイトルカードで締められるコンセプト映像を公開した。また、『GODZILLA ゴジラ』の監督を務めたギャレス・エドワーズは『Godzilla 2』にメカゴジラを登場させる構想を抱いていた。
2015年9月、レジェンダリーは『キングコング:髑髏島の巨神』をユニバーサル・スタジオと共同で製作しない方針を発表した。同社は代わりにワーナー・ブラザースとの協同を発表し、メディアではゴジラとキングコングが映画で共演するという憶測が流れた。10月にレジェンダリーが『Godzilla vs. Kong』というタイトルのゴジラとキングコングの共演作を2020年公開に向けて企画中であることを発表した。レジェンダリーは「モナークを中心に」フランチャイズを作り上げ、「古いものと新しいもの、異なる巨大超生物種族の生態系の中でゴジラとレジェンダリーのコングを結集する」計画を立てている。レジェンダリーはユニバーサルとの契約を続ける一方で、フランチャイズのためにワーナー・ブラザースと協力する。同月末には、『キングコング:髑髏島の巨神』で『GODZILLA ゴジラ』に初登場した秘密機関モナークに触れられることが発表された。
2016年1月、中国の大連万達グループがレジェンダリーを35億ドルで買収したことが発表された。5月、ワーナー・ブラザースは『Godzilla vs. Kong』が2020年5月29日公開予定であり、『Godzilla 2』が当初予定されていた2018年6月から2019年3月22日に変更したことを発表した。また、レジェンダリーがアレックス・ガルシア主導の下で、シリーズの脚本を構築するための「ライターズ・ルーム」を設置したことが明らかとなった。
2017年1月、プロデューサーとしてシリーズを手掛けたトーマス・タルがレジェンダリーCEOを退任することが発表された。退任は大連万達グループとの軋轢が原因とされているが、プロデューサーとして引き続きシリーズには参加する。この際にシリーズの名称が「MonsterVerse（モンスターヴァース）」であることが公表された。3月には、ライターズ・ルームに『GODZILLA』の原案を担当したテリー・ロッシオのほか、パトリック・マッケイ、J・D・ペイン、リンジー・ビアー、キャット・バスコ、ジャック・パグレン、T・S・ノーリン、J・マイケル・ストラジンスキーが参加していることが公表された。

## 映画
| 題名                              | 米国公開日    | 監督                           | 原案                                                           | 脚本                                                           | 製作 | 出典                        |
| --------------------------------- | ------------- | ------------------------------ | -------------------------------------------------------------- | -------------------------------------------------------------- | --- | --------------------------- |
| GODZILLA ゴジラ                   | 2014年5月16日 | ギャレス・エドワーズ           | デヴィッド・キャラハム                                         | マックス・ボレンスタイン                                       | トーマス・タル、ジョン・ジャシュニ、メアリー・ペアレント、ブライアン・ロジャーズ                                             | [ 20 ] [ 21 ] [ 22 ] [ 23 ] |
| キングコング:髑髏島の巨神         | 2017年3月10日 | ジョーダン・ヴォート＝ロバーツ | ジョン・ゲイティンズ、ダン・ギルロイ                           | マックス・ボレンスタイン、ダン・ギルロイ、デレク・コノリー     | トーマス・タル、ジョン・ジャシュニ、メアリー・ペアレント、アレックス・ガルシア                                               | [ 24 ] [ 25 ] [ 26 ]        |
| ゴジラ キング・オブ・モンスターズ | 2019年5月31日 | マイケル・ドハティ             | マックス・ボレンスタイン、マイケル・ドハティ、ザック・シールズ | マックス・ボレンスタイン、マイケル・ドハティ、ザック・シールズ | トーマス・タル、ジョン・ジャシュニ、メアリー・ペアレント、ブライアン・ロジャーズ                                             | [ 27 ] [ 15 ] [ 28 ]        |
| ゴジラvsコング                    | 2021年3月31日 | アダム・ウィンガード           | テリー・ロッシオ                                               | テリー・ロッシオ                                               | トーマス・タル、ジョン・ジャシュニ、メアリー・ペアレント、アレックス・ガルシア                                               | [ 12 ] [ 15 ] [ 29 ] [ 30 ] |
| ゴジラxコング 新たなる帝国        | 2024年4月12日 | アダム・ウィンガード           | テリー・ロッシオ、アダム・ウィンガード、サイモン・バレット     | テリー・ロッシオ、サイモン・バレット、ジェレミー・スレイター   | メアリー・ペアレント、アレックス・ガルシア、エリック・マクレオド、ブライアン・ロジャーズ、トーマス・タル、ジョン・ジャシュニ | [ 31 ] [ 32 ]               |
| Godzilla x Kong: Supernova        | 2027年3月26日 | グラント・スピュートリ         |                                                                | デヴィッド・キャラハム                                         | |                             |

### 『GODZILLA ゴジラ』

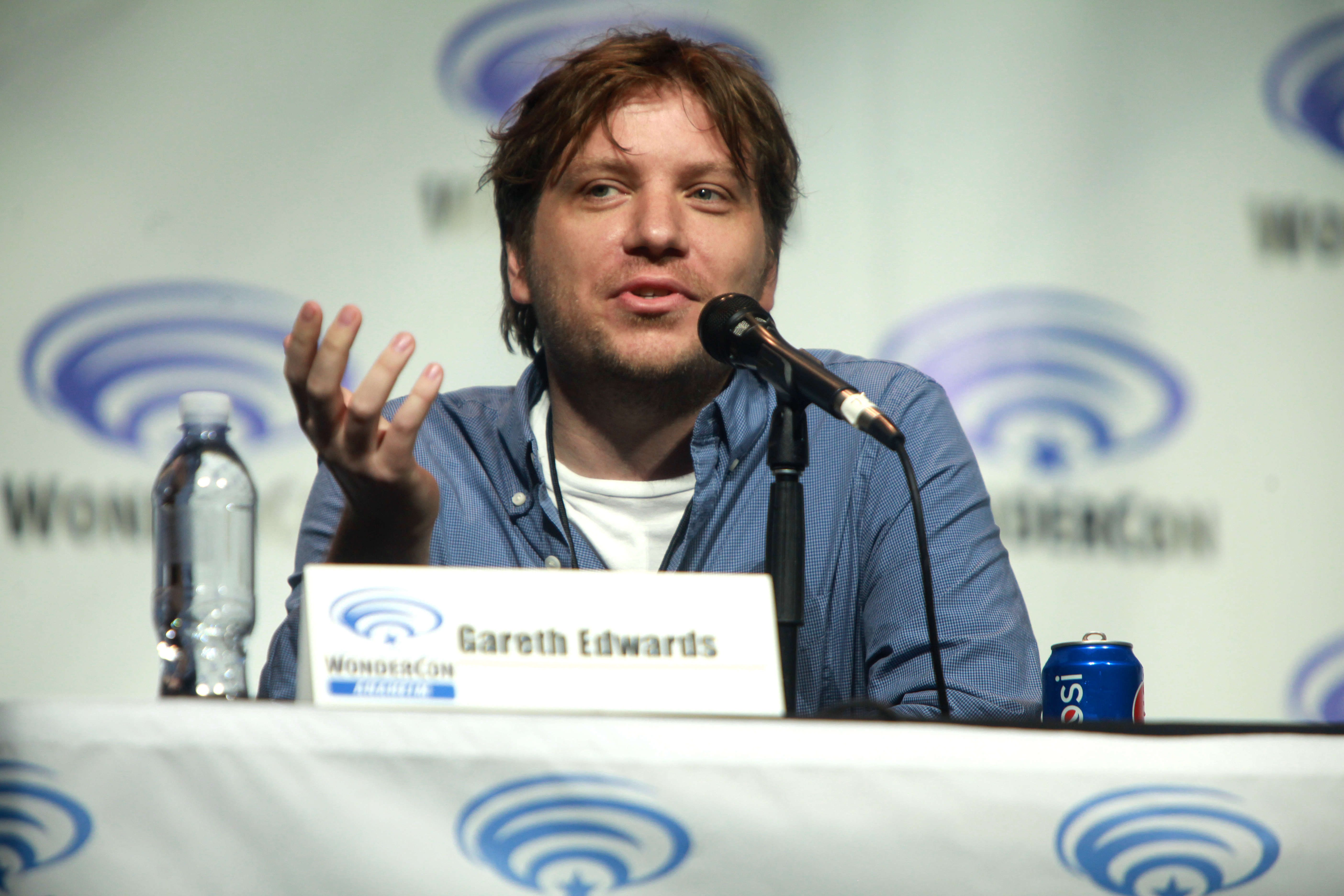
ギャレス・エドワーズ

シリーズ第1作。現代の日本で発生した原子力発電所事故から15年後の世界を舞台に、ペルム紀の生態系崩壊以来地球の地下で生き永らえていた古代生物ムートーと、その捕食者であり古代地球の生態系の頂点に君臨していたゴジラの復活を描いている。本作品で、シリーズにおけるゴジラと古代生物、特務研究機関モナークなど物語の共通項となる存在が登場する。
2004年、『ゴジラ対ヘドラ』の監督を務めた坂野義光が、東宝からIMAXによる『ゴジラ』の短編映画製作権を取得し、紆余曲折を経てレジェンダリーが企画を引き継ぐことになった。2010年3月にレジェンダリーが『ゴジラ』の映画化の権利を取得したことを発表し、製作が公式に進められることになり、2011年1月にはギャレス・エドワーズが監督に起用されることが明らかとなった。映画はワーナーと共同製作で進められ、2013年に撮影が終了し、2014年に全世界で公開された。

### 『キングコング:髑髏島の巨神』

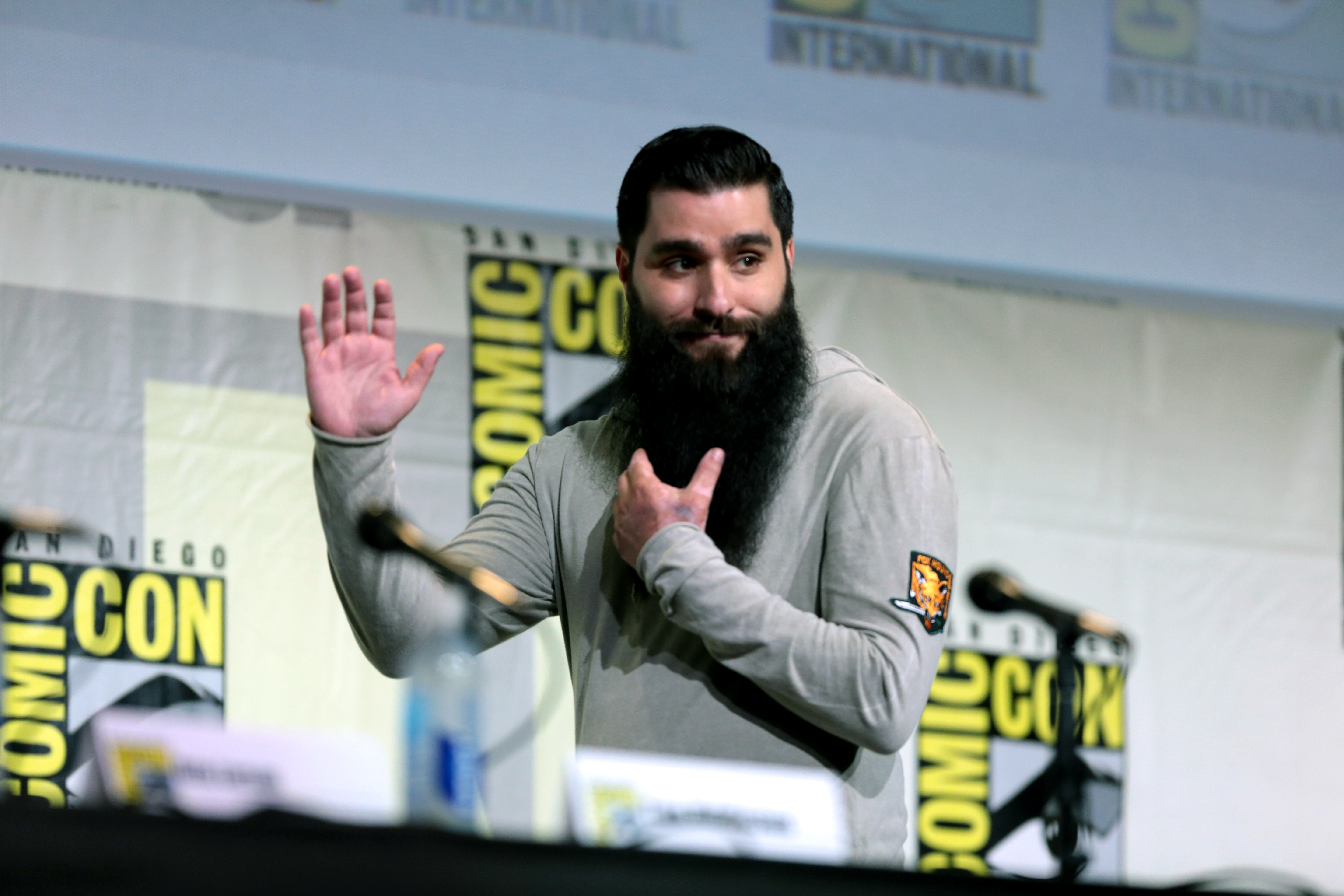
ジョーダン・ヴォート＝ロバーツ

シリーズ第2作。ベトナム戦争終結直後の世界を舞台に、未知の島・髑髏島に古代生物の調査に訪れたモナークの調査員とアメリカ陸軍兵士を通し、成長過程にあるキングコングを描いている。本作品では、キングコング以外にもスカル・クローラーなど髑髏島独自の生物が多数登場し、エンドロール後にはゴジラ・モスラ・ラドン・キングギドラが次作に登場することが示唆された。
2014年7月、サンディエゴ・コミコンで『Skull Island』と題したキングコングの企画を発表し、ユニバーサル・スタジオ配給で公開予定であることが明かされ、9月にはジョーダン・ヴォート＝ロバーツが監督に起用されたことが発表された。2015年9月には配給がユニバーサルからワーナーに変更され、シリーズの拡大を企図した。2017年に全世界で公開され、映画には日本のサブカルチャーを愛好するヴォート＝ロバーツの嗜好が反映され、多くのアニメ・ゲーム作品のオマージュが含まれている。

### 『ゴジラ キング・オブ・モンスターズ』

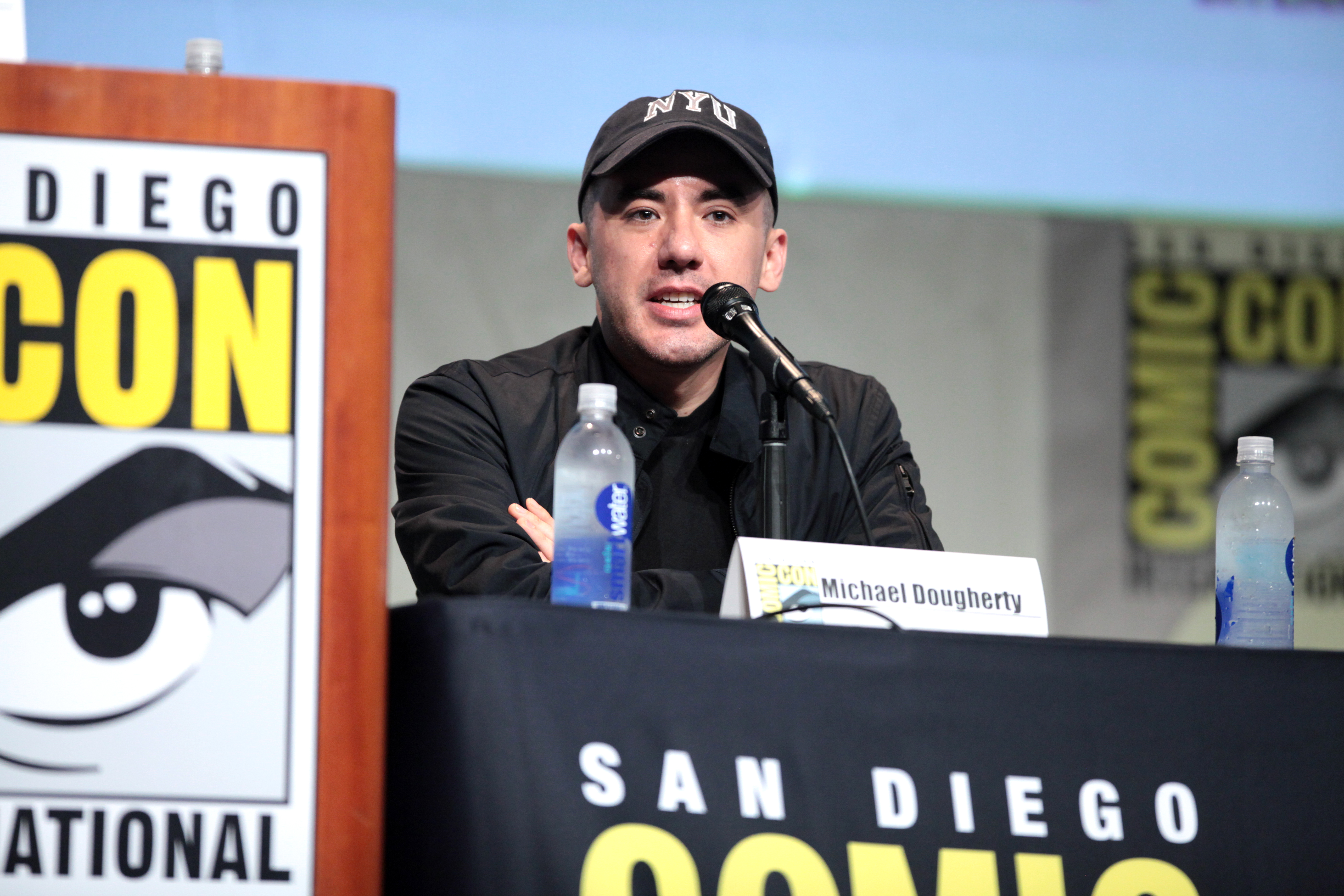
マイケル・ドハティ

シリーズ第3作。『GODZILLA ゴジラ』から5年後の世界を舞台に、復活した神話時代の生物たちとゴジラの戦い、それによって引き起こされる世界の破滅を阻止しようとするモナークの活躍を描いている。本作品ではゴジラ以外にもモスラ・ラドン・キングギドラが登場するほか、『GODZILLA ゴジラ』に登場した芹沢猪四郎（渡辺謙）、ヴィヴィアン・グレアム（サリー・ホーキンス）が引き続き登場する。
当初、レジェンダリーはエドワーズに引き続き監督を務めてもらう予定だったが、彼は小規模な映画作品に取り組むために監督を降板した。2017年1月に、マイケル・ドハティが監督に就任することが決定した。元々は脚本のみ担当する予定だったが、レジェンダリーとの信頼関係が構築されているドハティが就任することになったという。撮影は親会社である大連万達グループが所有する青島市の青島東方影都で、『パシフィック・リム: アップライジング』と共に撮影を行うことを発表した。主演には『ストレンジャー・シングス』の好演で有名となった子役ミリー・ボビー・ブラウンが抜擢され、撮影は6月19日からアトランタで開始される。2月には、2005年版『キング・コング』でブルース・バクスター役を演じたカイル・チャンドラーとヴェラ・ファーミガが、ブラウンが演じる子供の両親役で出演することが判明した。
2018年7月21日、当時開催中だった「コミコン・インターナショナル2018」で実施された本作品のプレゼンテーションに主要俳優陣とドハティが登壇して予告編が解禁され、ベアー・マクレアリーが音楽を担当することや、原典作品の怪獣のテーマ曲もアレンジして使用することが発表されたほか、ゴジラ・モスラ・ラドン・キングギドラ以外にも怪獣が登場することが、ドハティによってほのめかされている。

### 『ゴジラvsコング』

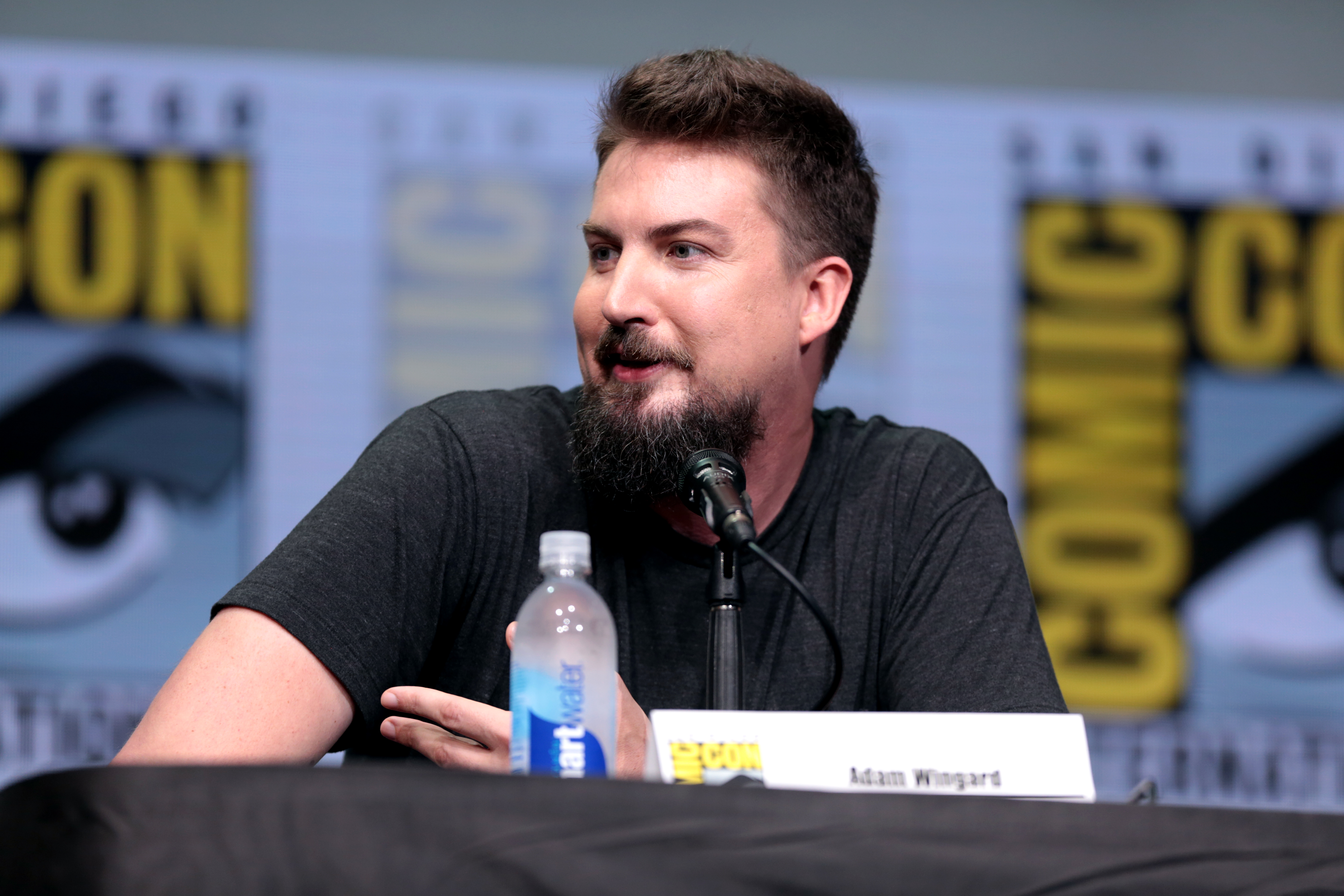
アダム・ウィンガード

シリーズ第4作。『ゴジラ キング・オブ・モンスターズ』の続編で、ゴジラとキングコングの対決が描かれる。プロデューサーのアレックス・ガルシアは、「この映画は『キングコング対ゴジラ』のリメイクではありません」と述べており、監督のアダム・ウィンガードはゴジラとキングコングの対決について「勝者を決めたい」と発言するなど、『キングコング対ゴジラ』とは異なる物語になる。
2015年10月、レジェンダリーが『Godzilla vs. Kong』（原題）の製作を発表した。2017年5月、ワーナーは戦没将兵追悼記念日を避けるため、公開日を1週間早めて2020年5月22日に決定した。同月には『サプライズ』『ザ・ゲスト』で高い評価を受けたウィンガードが監督に起用された。2018年11月、日本からは小栗旬が出演することが発表された。

## テレビシリーズ
| シリーズ                               | シーズン | 話数 | 配信局   | ショーランナー                                | 配信日         | 出典   |
| -------------------------------------- | -------- | ---- | -------- | --------------------------------------------- | -------------- | ------ |
| 髑髏島                                 | 1        | 8    | Netflix  | イアン・ダフィールド & ジェイコブ・ロビンソン | 2023年6月22日  |        |
| モナーク: レガシー・オブ・モンスターズ | 1        | 10   | AppleTV+ | クリス・ブラック & マット・フラクション       | 2023年11月17日 | [ 61 ] |
| モナーク: レガシー・オブ・モンスターズ | 2        | 10   | AppleTV+ | クリス・ブラック & マット・フラクション       | TBA            |        |

### 髑髏島 (Skull Island)
2021年1月、『髑髏島(Skull Island)』と題したモンスターヴァース内を舞台にしたアニメスタイルのアニメーションシリーズの開発が発表された。このシリーズは、様々な先史時代のモンスターが生息する島から脱出しようとする、難破したキャラクターたちの冒険を中心に描かれる。このプロジェクトは、ブライアン・ダフィールドが脚本を担当し、ジェイコブ・ロビンソンとともに共同エグゼクティブ・プロデューサーを務める。本シリーズは、レジェンダリー・テレビジョン、Tractor Pants Productions、Powerhouse Animation Studios、Netflix Animationの共同制作となり、全世界でNetflixオリジナル番組として、2023年6月22日に配信開始された。

## 作中年表
| 年              | 出来事 |
| --------------- | --- |
| 46億年前        | 地球が誕生する。モスラ誕生。 |
| 2億7000万年前   | 古生代ペルム紀。現在よりも強力だった地球の放射線を活動源とする超巨大な生命体が地上を支配していた。 |
| 2億5000万年前   | ペルム紀末期。環境の変化(P-T境界事変)に伴う放射線レベルの低下により地底に移動。 |
| 約3万年前       | 旧石器時代。洞窟壁画としてタイタンの歴史を残す。 |
| 1万2000年以上前 | ゴジラ誕生。 |
| 紀元前11世紀    | フェニキア人が日本へ。ゴジラ族の怪獣「ダゴン」がムートープライムと交戦。卵を産みつけられてしまう。 |
| 1944年          | 太平洋戦争(第二次世界大戦)の真っ只中、米軍パイロットのハンク・マーロウ、日本軍パイロットのグンペイ・イカリ、南太平洋・髑髏島に墜落。多数の巨大生物と接触する。 |
| 1945年          | 日本・広島市に原爆投下。この放射線の影響により未確認巨大陸生生命体シノムラ、そしてゴジラが覚醒。ゴジラによってシノムラは撃退される。 |
| 1946年          | トルーマン大統領の指示により未確認生物の調査を行う特務研究機関MONARCHが設立。シノムラの断片へ放射線照射実験を行った結果、復活させてしまう。 |
| 1954年          | 米原子力潜水艦ノーチラス号、ゴジラと初の接触。ビキニ環礁にて水爆実験を名目にゴジラ及びシノムラへ核実験を実行。シノムラの殲滅には成功したものの、ゴジラの殲滅は失敗に終わる。以後も水爆実験を名目にゴジラへの攻撃が何度か繰り返されるも全て失敗に終わり、ゴジラの消息も途絶えてしまう。 |
| 1973年          | ベトナム戦争の終結に伴い、MONARCH調査遠征隊が髑髏島へ出発。コングほか多数の巨大生物と接触し、約半数が殺害されて隊は壊滅状態に陥るも、島で生存していたマーロウと共に生き残ったメンバーが脱出に成功、調査は一定の成果を収める。 |
| 1982年          | 南極のMONARCH第31前哨基地が消失。その後、第32前哨基地が設置される。 |
| 1999年          | フィリピン諸島ユニバーサル・ウェスタン鉱山でゴジラ種の骨格化石(上記の「ダゴン」)、及び寄生していたメスのMUTOの繭が発見され、MONARCHによってネバダ州ユッカマウンテン放射性廃棄物処分場へ移送される。同時期にオスのMUTOが日本・雀路羅市原発を襲撃し、繭化。MONARCHは事態を隠蔽し、繭の周辺に研究施設を建設して隔離する。                                                                      |
| 2009年          | 雲南省でモスラの繭が発見される。 |
| 2014年          | 雀路羅市にてオスのMUTOが孵化、ロシア・アクラ級原子力潜水艦を襲撃し、ハワイ・ホノルルにてゴジラと対決。またユッカマウンテン放射性廃棄物処分場よりメスのMUTOも脱走、ラスベガスなどを破壊し、核弾頭を強奪、サンフランシスコにてオスのMUTOと接触して産卵。その後、ゴジラとの激戦によってMUTO2体は排除されるも、サンフランシスコは壊滅状態に陥り、多数の死傷者を出す。【サンフランシスコの惨劇】 |
| 2016年          | MONARCHが南極に眠るギドラを発見。 |
| 2019年          | 中国・雲南省MONARCH第61前哨基地にてオルカ起動実験。【神々の目覚め】 |
| 2019年          | ゴジラがタイタンの王となる。暴れまわっていた複数のタイタンが従順し、自然に戻っていく。 |
| 2021年          | 髑髏島にカマソッソが襲来。生態系とイーウィス族が大打撃を受ける。 |
| 2024年          | MONARCHによるコングの地下世界への移送計画が浮上。同時期に、ゴジラが突如人類文明に牙を剥くようになる。 |
| 2029年          | MONARCHが地下世界から謎の信号を受信。真相を確かめるべくアンドリューズの指揮のもと、地下世界への調査が行われる。 |

## 評価

### 興行成績
| 作品                      | 米国公開日    | 製作費       | 興行収入     | 興行収入     | 興行収入       | 出典   |
| 作品                      | 米国公開日    | 製作費       | 北米         | その他       | 全世界         | 出典   |
| ------------------------- | ------------- | ------------ | ------------ | ------------ | -------------- | ------ |
| GODZILLA ゴジラ           | 2014年5月16日 | $160,000,000 | $200,676,069 | $328,400,000 | $529,076,069   | [ 64 ] |
| キングコング:髑髏島の巨神 | 2017年3月10日 | $185,000,000 | $168,052,812 | $398,600,000 | $566,652,812   | [ 65 ] |
| 合計                      | 合計          | $345,000,000 | $368,728,881 | $727,000,000 | $1,095,728,881 | [ 66 ] |

### 批評
| 作品                      | Rotten Tomatoes | Metacritic | CinemaScore | 出典                 |
| ------------------------- | --------------- | ---------- | ----------- | -------------------- |
| GODZILLA ゴジラ           | 74%（292件）    | 62（48件） | B+          | [ 67 ] [ 68 ] [ 69 ] |
| キングコング:髑髏島の巨神 | 76%（299件）    | 62（49件） | B+          | [ 69 ] [ 70 ] [ 71 ] |

## その他のメディアシリーズ関連作品一覧

### 小説
| タイトル                                             | 米国発売日    | ライター           | 備考           |
| ---------------------------------------------------- | ------------- | ------------------ | -------------- |
| Godzilla – The Official Movie Novelization           | 2014年5月20日 | グレッグ・コックス | 公式ノベライズ |
| Kong: Skull Island – The Official Movie Novelization | 2017年3月14日 | ティム・リボン     | 公式ノベライズ |

### コミック
| タイトル                        | 米国発売日    | ライター                                           | 原案                                               | 作画                                                                 | カバー絵           | 備考                                                  |
| ------------------------------- | ------------- | -------------------------------------------------- | -------------------------------------------------- | -------------------------------------------------------------------- | ------------------ | ----------------------------------------------------- |
| ゴジラ:アウェイクニング〈覚醒〉 | 2014年5月7日  | マックス・ボレンスタイン、グレッグ・ボレンスタイン | マックス・ボレンスタイン、グレッグ・ボレンスタイン | エリック・バトル、アイブル・ギシェー、アラン・クア、リー・ローリッジ | アーサー・アダムス | 『GODZILLA ゴジラ』とタイインしたプレリュードコミック |
| Skull Island: The Birth of Kong | 2017年4月12日 | アルヴィッド・ネルソン                             | アルヴィッド・ネルソン                             | TBA                                                                  | TBA                |                                                       |

### ゲーム
| タイトル                 | 米国発売日    | 開発                 | 販売                 | 備考             |
| ------------------------ | ------------- | -------------------- | -------------------- | ---------------- |
| Godzilla: Crisis Defense | 2014年5月7日  | レジェンダリー       | レジェンダリー       | ウェブ・ゲーム   |
| Godzilla: Strike Zone    | 2014年5月15日 | ワーナー・ブラザース | ワーナー・ブラザース | モバイル・ゲーム |
| Godzilla: Smash 3        | 2014年5月16日 | Rogue Play           | Pipeworks Software   | モバイル・ゲーム |

## 今後について
2017年10月、スティーヴン・S・デナイト（『パシフィック・リム: アップライジング』の監督兼共同脚本家）は、「モンスター・ヴァース」と『パシフィック・リム』フランチャイズのクロスオーバーについての議論があったことを明言したが、それはすべて理論的な可能性であることを強調した。ギレルモ・デル・トロ（『パシフィック・リム』の監督兼共同脚本家）も、「パシフィック・リム」が「モンスター・ヴァース」とクロスオーバーすることに興味を示していた。2019年3月、「モンスター・ヴァース」の将来について聞かれたプロデューサーのアレックス・ガルシアは、「一度に1つのレンガを作り、それぞれの作品ができるだけ良いものにならなければならない。だから、今はこの作品（『ゴジラ キング・オブ・モンスターズ』と『ゴジラvsコング』）に集中している。でも、可能性はあるか？ ええ、映画がとても良い結果になれば、それは希望だ」と答えた。
2021年2月、アダム・ウィンガード（『ゴジラvsコング』の監督）は「今後の作品の可能性を知っている」と述べたが、「モンスター・ヴァース」は『ゴジラvsコング』につながるように「ある程度」作られたと述べた。ウィンガードは、「モンスター・ヴァース」が「岐路」に立っていると付け加え、次のように述べた。「観客が一歩前に出て、これらの作品に投票しなければならないところまで来ている。この映画が成功すれば、明らかにそれは前進するだろう」。
2021年4月4日、レジェンダリーのCEOであるジョシュ・グロードは、続編の可能性について「我々はもっと多くの映画のアイデアを持っている」と述べた。同月、Twitterで「#ContinueTheMonsterverse」というハッシュタグがトレンド入りし、ジョーダン・ヴォート＝ロバーツ（『キングコング:髑髏島の巨神』の監督）の支持を集め、レジェンダリーもこれを認めた。2021年4月27日、ハリウッド・リポーターは、レジェンダリーが「シリーズを1つ以上の作品に引き延ばすための手段を静かに講じている」と報じ、同時にウィンガードに監督復帰の可能性を交渉していると述べた。様々なアイデアが検討されており、『Son of Kong』もそのタイトル候補となっている。
ただし、アレックス・ガルシアと樋口真嗣（『シン・ゴジラ』の監督）は、東宝とレジェンダリーの契約が『ゴジラvsコング』で終了することを明かしている。2021年4月、ハリウッド・リポーターは「2020年の契約終了後も（東宝が）レジェンダリーとの提携を継続するかどうかはまだわからない。特に、東宝独自のゴジラ映画ユニバースが開発段階にあることを考えるとなおさらだ」と報じている。